# 中村嘉葎雄
中村 嘉葎雄（なかむら かつお、1938年〈昭和13年〉4月23日 - ）は、日本の俳優。父は歌舞伎役者の三代目中村時蔵。俳優の萬屋錦之介はすぐ上の兄（四兄）。他の兄弟に二代目中村歌昇（長兄）、四代目中村時蔵（次兄）、初代中村獅童（三兄）がいる。また二代目中村獅童は甥にあたる。血液型はA型。

## 来歴・人物
東京府東京市赤坂区青山南町（現・東京都港区南青山）に、3代目中村時蔵とひな夫妻の五男（第九子）として生まれる。1943年9月東京歌舞伎座『取替べい』で中村賀津雄を名乗り初舞台を踏む。1955年、暁星高等学校2年生の時に、兄・初代中村錦之助に続いて映画界に入り、松竹に入社。デビュー作は『振袖剣法』（酒井辰雄監督）。
1958年、松竹から東映に移る。東映作品では社会派不良少年物で主役を張るようになるが、その中で明朗なスター性も身につけてくる。この時代の錦之助と競演した代表作には『殿さま弥次喜多』シリーズが挙げられる。1959年、アジア映画祭・京都市民映画祭でブルーリボン助演男優賞を受賞したほか、毎日映画コンクール第2回助演男優賞、テアトロン賞を受賞した。1964年、芸術座『越前竹人形』で芸術祭奨励賞受賞。1964年、東映を退社しフリーとなり、1976年に女優の柴田恒子との結婚を機に中村嘉葎雄に改名した（1981年に離婚）。1982年、映画「陽炎座」において第5回日本アカデミー賞の最優秀助演男優賞を序章している。
以後も映画、舞台、テレビドラマに幅広く出演し、時代劇、現代劇、サスペンス、喜劇など幅広いジャンルで円熟した演技を見せている。1996年にはNHK朝の連続テレビ小説『ふたりっ子』（1996年）における真剣師役を演じた。また、Apple Computerの日本CMにも出演するなど、意欲的に活動している。
2004年に映画『いま、会いにゆきます』で甥の2代目中村獅童と共演した（会話シーンは無い）。2005年にはプレミアムステージ（フジテレビ系）『特別企画 終戦60周年記念 実録・小野田少尉 遅すぎた帰還』で獅童扮する小野田少尉の父親役として、本格的な共演を果たした。獅童とは2009年にTBS系『JNN50周年記念 歴史大河スペクタクル唐招提寺1200年の謎〜天平を駆けぬけた男と女たち』（鑑真とその弟子の如宝役）でも共演している。

## 出演作品

### 映画
- 振袖剣法（1955年、松竹） - 主演
- 元禄美少年録（1955年、松竹） - 矢頭右衛門七
- 太陽とバラ（1956年、松竹）
- 阪妻追善記念映画 京洛五人男 （1956年、松竹）
- 喜びも悲しみも幾歳月（1957年、松竹）-光太郎
- 殿さま弥次喜多シリーズ（1958年 - 1960年、東映）
  - 殿さま弥次喜多 怪談道中
  - 殿さま弥次喜多 捕物道中
  - 殿さま弥次喜多
- 忠臣蔵 櫻花の巻・菊花の巻（1959年、東映） - 上杉綱憲
- 少年猿飛佐助（1959年、東映） - 真田幸村
- 風雲児 織田信長（1959年、東映） - 木下藤吉郎
- 大いなる旅路（1960年、東映）
- 水戸黄門（1960年、東映） - 渥美格之進
- 大いなる驀進（1960年、東映）
- 次郎長社長と石松社員シリーズ（1961年 - 1963年、ニュー東映）
  - 次郎長社長と石松社員（1961年）
  - 続次郎長社長と石松社員（1961年）
  - 次郎長社長よさこい道中（1961年）
  - 石松社員は男でござる（1961年）
  - 次郎長社長と石松社員 威風堂々（1962年）
  - 次郎長社長と石松社員 安来ぶし道中（1962年）
- サラリーマン一心太助（1962年、東映）- 主演
- ちいさこべ（1962年、東映）錦之助と共演
- 廓育ち（1964年、東映）
- 路傍の石（1964年、東映） - 次野先生
- 怪談（1965年、東宝） - 耳無芳一
- 悦楽（1965年、松竹） - 脇坂篤
- 湖の琴（1966年、東映） - 松宮宇吉
- 昭和のいのち（1968年、日活） - 四谷隆
- 風林火山（1969年、東宝 / 三船プロ） - 板垣信里
- 新選組（1969年、三船プロ） - 河合喜三郎
- 幕末（1970年、東宝 / 中村プロ） - 近藤長次郎
- 修羅（1971年2月13日、ATG） - 源五兵衛
- 婉という女（1971年5月29日） - 野中貞四郎
- 女の花道（1971年11月20日、東宝）- 茂平
- 新座頭市物語 折れた杖（1972年、東宝 / 勝プロ） - 丑松
- 日蓮（1979年、松竹） - 日昭
- 天平の甍（1980年、東宝） - 主演・普照
- 仕掛人梅安（1981年、東映） - 彦次郎
- ブリキの勲章（1981年）
- ラブレター（1981年、にっかつ） - 小田都志春
- 陽炎座（1981年、日本ヘラルド映画） - 玉脇
- 父と子（1983年、東宝） - 工藤桐二
- 空海（1984年、東映） - 平城天皇
- 天国の駅 HEAVEN STATION（1984年、東映） - 林葉栄三
- それから（1985年、東映） - 長井誠吾
- 傷だらけの勲章（1986年、東宝） - 大貫六助
- 国士無双（1986年、サンレニティ） - 羽黒月仙
- 親鸞 白い道（1987年、松竹） - 琵琶法師
- 竹取物語（1987年、東宝） - 理世
- 帝都物語（1988年、東宝） - 森鷗外
- オルゴール （1989年、東映） - 土門修造
- ご挨拶 第3話「NOW IT'S MOMENT IN OUR LIFE !!」（1991年）
- 渋滞（1991年） - 坂本源内
- 橋のない川（1992年、東宝） - 安井徳三郎
- That's カンニング! 史上最大の作戦?（1996年、東映）
- ホワイトアウト（2000年8月19日、東宝） - 奥田勲
- ゴジラシリーズ
  - ゴジラ×メガギラス G消滅作戦（2000年、東宝） - 山口剛[3]
  - ゴジラ・モスラ・キングギドラ 大怪獣総攻撃（2001年、東宝） - 漁師[3]
  - ゴジラ×メカゴジラ（2002年、東宝） - 酉澤安施[3]
- 親分はイエス様（2001年、グルーヴコーポレーション） - 木村達夫牧師
- 赤い橋の下のぬるい水（2001年、日活） - 釣りの老人
- 白い船（2002年） - 和泉貫平
- 明日があるさ THE MOVIE（2002年10月5日、東宝） - 野口仁助
- 魔界転生（2003年、東映） - 柳生但馬守
- 花よりもなほ（2003年、松竹） - 重八
- いま、会いにゆきます（2004年、東宝） - 司法書士事務所所長
- 鉄人28号（2005年、松竹） - 綾部達蔵
- どろろ（2007年、東宝） - 琵琶法師
- サッド ヴァケイション（2007年、スタイルジャム） - 間宮繁輝
- クローズド・ノート（2007年、東宝） - 喜一郎所長
- 20世紀少年シリーズ（東宝） - 神様（神永球太郎）
  - 20世紀少年 <第1章> 終わりの始まり（2008年）
  - 20世紀少年 <第2章> 最後の希望（2009年）
  - 20世紀少年 <最終章> ぼくらの旗（2009年）
- スノープリンス 禁じられた恋のメロディ（2009年、松竹）- 原田正吉
- しあわせのパン（2012年、アスミック・エース） - 阪本史生
- CMタイム（2012年、トリプルアップ） - 大菩薩金五郎
- 渾身 KON-SHIN（2013年、松竹） - 細田一千代
- 二流小説家 シリアリスト（2013年、東映） - 太田聖道
- 利休にたずねよ（2013年、東映） - 古渓宗陳
- 駆込み女と駆出し男（2015年、松竹） - 風の金兵衛
- アニバーサリー 「五十年目のシンデレラ」（2016年、ティ・ジョイ） - 主演（松原智恵子とW主演）
- たたら侍（2017年、LDH PICTURES） - 宗義
- 闇の歯車（2019年、東映ビデオ） ※テレビドラマを劇場先行公開

### テレビドラマ
- 大河ドラマ（NHK）
  - 赤穂浪士（1964年） - 大石主税
  - 三姉妹（1967年） - 佐伯昌平 役
- 泣いてたまるか（1967年 - 1968年、TBS / 国際放映） - 浩平
- 風来坊（1968年、CX / C.A.L） - 三味線堀の又三郎
- グランド劇場 / 竹千代と母（1970年、NTV） - 織田信長
- 大忠臣蔵（1971年、NET / 三船プロ） - 岡野金右衛門
- 人形佐七捕物帳 第2話「謎の銀かんざし」（1971年、NET / 東宝） - 文吉
- 伝七捕物帳 第21話「あかずの錠に情をかけて」（1974年、NTV / ユニオン映画） - 吉三
- 子連れ狼（1974年、NTV / ユニオン映画）
  - 第2部 第3話「柳生草術五車」 - 月玉
  - 第2部 第24話「病い星」- 仙造
- ライオン奥様劇場 /  徳川の夫人たち（1974年、CX / NMC） - 徳川家光
- 座頭市物語 第18話「すっとび道中」（1975年、CX / 勝プロ） - 清太郎
- 破れ傘刀舟 悪人狩り（NET / 三船プロ）
  - 第29話「白の恐怖」（1975年） - 小田仙之介
  - 第55話「いのちの絶唱」（1975年） - 三村淳良
  - 第110話「天保ねずみ小僧異聞」（1976年） - 次郎吉
- 長崎犯科帳 第18話「忠四郎危機一髪」（1975年、NTV / ユニオン映画） - 島左衛門尉高次 役
- あかんたれ（1976年、THK） - 成田秀吉
- 新・必殺仕置人（1977年、ABC / 松竹） - 巳代松
- 江戸の渦潮 第21話「まじめ同心 泣き笑い」（1978年、CX / 東宝）
- 破れ新九郎 第3話「ねずみ小僧獄門首」（1978年、ANB / 中村プロ） - 鼠小僧次郎吉
- 鬼平犯科帳（ANB / 東宝）
  - 第1シリーズ 第23話「猫じゃらしの女」（1980年） - 卯之吉
  - 第2シリーズ 第7話「霧の七郎」（1981年） - 上杉周太郎
  - 第3シリーズ 第25話「本門寺暮色」（1982年） - 凄い奴
- 新春ワイド時代劇（TX）
  - それからの武蔵（1981年） - 田原森都
  - 竜馬がゆく（1982年） - 中岡慎太郎
  - 徳川風雲録 御三家の野望（1986年） - 徳川綱吉
  - 風雲江戸城 怒涛の将軍徳川家光（1987年） - 庄司甚内（風魔の甚内）
  - 家康が最も恐れた男 真田幸村（1998年） - 豊臣秀吉
  - 赤穂浪士（1999年） - 蜘蛛の陣十郎
  - 宮本武蔵（2001年）- 柳生石舟斉
  - 白虎隊〜敗れざる者たち（2013年）- 治兵衛
- 銀河テレビ小説 かぐわしき日々の歌（1983年） - 間宮福雄
- 大奥 第1話「大奥誕生」-第3話「陰謀の毒薬」（1983年、KTV / 東映） - 徳川秀忠
- 天使と悪魔の美女 江戸川乱歩の「白昼夢」（1983年、ANB） - 青木愛之助
- おりんさん（1983年、THK） - 美濃部孝蔵（五代目古今亭志ん生）
- 弐十手物語第2話「恐雨の向うから」（1984年、CX / 東映）
- 連続テレビ小説（NHK）
  - 心はいつもラムネ色（1984年 - 1985年） - 赤津正次郎
  - はっさい先生（1987年 - 1988年) - 伴平九郎
  - ふたりっ子（1996年 - 1997年） - 佐伯銀蔵
  - マッサン（2014年 - 2015年） - 守谷長五郎
- ドラマ人間模様（NHK）
  - 恋の華 白蓮（1985年） - 伊藤伝右衛門
- 天璋院篤姫（1985年、ANB） - 徳川家定
- 傑作時代劇「雲霧仁左衛門」（1987年7月、ANB / 東映） - 木鼠の吉五郎
- 名奉行 遠山の金さんシリーズ（1988年 - 1991年・1994年 - 1996年、ANB / 東映）- 鳥居甲斐守
- 隠密・奥の細道（1988年10月 - 1989年3月、TX） - 松尾芭蕉
- 樅ノ木は残った（1990年、NTV） - 久世大和守
- いつか誰かと朝帰りッ（1990年、CX） - 山ノ内源造
- TBS大型時代劇スペシャル（TBS）
  - 平清盛（1992年） - 海賊
  - 大忠臣蔵（1994年） - 平兵衛
- お玉・幸造夫婦です（1994年、YTV） - 立石千代治
- 29歳のクリスマス（1994年、CX） - 矢吹達夫
- ドラマ新銀河（NHK）
  - これでいいのだ（1994年）- 赤塚フジオの父
  - 魚河岸のプリンセス（1995年） - 日下哲雄
- STATION（1995年、NTV） - 渡辺敬吾駅長
- 王様のレストラン（1995年、CX） - 前オーナー
- 鬼平犯科帳（CX）
  - 第6シリーズ 第6話「はさみ撃ち」（1995年） - 猿皮の小兵衝
  - 鬼平犯科帳スペシャル 見張りの糸（2013年） - 堂ヶ原の忠兵衛
  - 鬼平犯科帳 THE FINAL 後編 雲竜剣（2016年12月3日）- 助治郎
- 翼をください!（1996年、CX） - 川辺政人
- 炎の消防隊（1996年4月11日 - 6月20日 毎週木曜21時） - 署長・多田源八消防監
- 太陽がいっぱい（1998年、KTV） - 谷山総太郎
- 恋愛結婚の法則（1999年、CX） - 浜崎拓也
- 着物デザイナー 黛涼子の推理紀行（2001年、CX） - 佐竹恒三郎
- 緑のクリスマス（2002年12月23日、NHK） - 希ノ塚剛
- 松本清張没後10年企画・疑惑（2003年3月22日、ANB） - 佐原直吉
- はみだし刑事情熱系最終章（2004年、EX） - 安岡大吉
- 弟（2004年11月17日 - 11月21日、EX） - 大宮隆
- 祇園囃子（2005年、EX） - 千野行雄
- 愛馬物語（2008年5月3日、CX）
- JNN50周年記念 歴史大河スペクタクル「唐招提寺1200年の謎〜天平を駆けぬけた男と女たち」（2009年11月3日、TBS） - 鑑真
- チェイス〜国税査察官〜（2010年4月、NHK）- 檜山正道
- グッドライフ〜ありがとう、パパ。さよなら〜 第9話（2011年6月14日、KTV） - カメラマン
- レディ・ジョーカー（2013年、WOWOW）- 田丸善三
- 相棒 season12 最終話（2014年3月19日、EX） - 御影康次郎
- 子連れ信兵衛（NHK BSプレミアム） - 小泉道仙
  - 子連れ信兵衛（2015年）
  - 子連れ信兵衛2（2016年）
- 水戸黄門 第6話、第8話 - 第10話（2017年、BS-TBS） - 蛇骨の升六
- BS時代劇（NHK BSプレミアム）
  - 大岡越前4 第3回（2018年1月26日） - 与吉
  - 鳴門秘帖（2018年） - 甲賀世阿弥
- 闇の歯車（2019年、時代劇専門チャンネル / 東映） - 繁蔵

### テレビアニメ
- 怪盗ルパン813の謎（1979年、CX） - 主演・アルセーヌ・ルパン 役[4]

### 劇場アニメ
- スチームボーイ（2004年、東宝） - ジェームス・ロイド・スチム 役[5]

### バラエティ
- おしゃれ（NTV）
- 今夜は最高!（NTV）
- スター千一夜（CX）

### CM
- サントリー 白角（1993年） - 長谷川平蔵 役